# Guylian

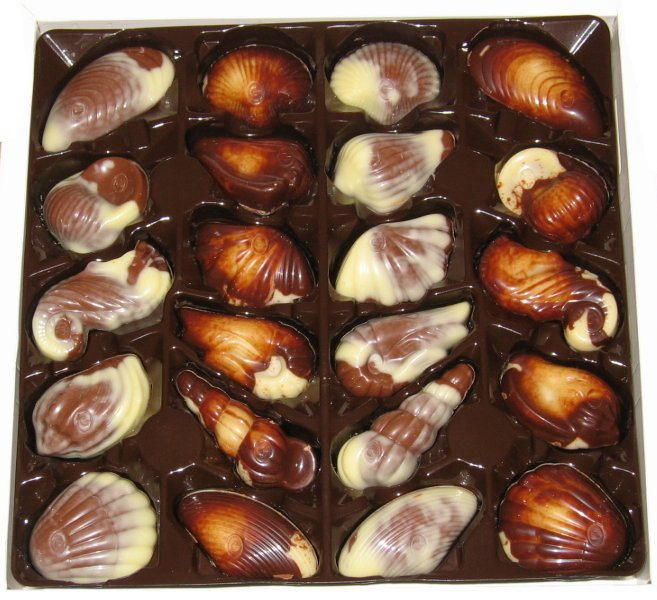
Chocolats en coquillage de Guylian.

Guylian est un fabricant de chocolats belges fondé par Guy Foubert en 1960 et surtout connue pour ses chocolats en coquillage ; ce nom est une contraction de Guy, le fondateur, et de Liliane, son épouse. L'usine est située à Saint-Nicolas (Flandre-Orientale), et exporte dans le monde entier. 94 % du chiffre d'affaires est réalisé en dehors de la Belgique. Ses chocolats sont vendus dans plus de 100 pays.
Le siège est établi en Belgique, mais il y a aussi des bureaux de vente au Royaume-Uni, en France, aux États-Unis et en Asie. Il existe également des bureaux de vente doubles, qui s’occupent de deux pays à savoir : Allemagne/Autriche et Espagne/Portugal.
En 2008, la compagnie sud-coréenne Lotte Confectionery achète la compagnie pour 164 millions de dollars. Il s'agit d'une filiale de Lotte Group, le cinquième plus grand holding en Corée.

## Record
En mars 2005, la société a réussi à battre un record mondial en réalisant la plus grande sculpture en chocolat du monde sur la place de Saint-Nicolas en Belgique. Pour cet exploit il a fallu occuper à temps plein 26 maitres chocolatiers pendant huit jours. Une fois terminée, la sculpture avait 8,32 mètres de haut et 6,39 mètres de large et avait nécessité 1,950 tonne de chocolat Guylian.

## Projet Seahorse
Guylian a un hippocampe comme logo car il soutient le Projet Seahorse (en) destiné à protéger les hippocampes et les autres animaux qui vivent dans la mer. Ce projet a été créé en 1996 pour combattre la surpêche des hippocampes (le plus souvent sous forme de prise accessoire). Chaque année, il se négocie plus de 25 millions d’hippocampes morts et vivants. La plus grande partie se retrouve dans la médecine traditionnelle chinoise. Des hippocampes arrivent également dans les aquariums et dans le commerce de souvenirs.